# 鄂西虎耳草
鄂西虎耳草（学名：Saxifraga unguipetala），为虎耳草科虎耳草属下的一个植物种。